# Jiří Pecina
Jiří Pecina (* 6. května 1977, Brno, Československo) je český podnikatel a zakladatel společnosti MEDDI hub, která vyvíjí řešení pro telemedicínu.

## Život
Narodil se v Brně, v současné době žije v Praze. Získal titul MBA na Collegium Humanum / Warsaw University of Management, inženýrský titul z oboru ekonomie a management a magisterský titul z oboru řízení úspěšného podniku na Newton University a rovněž titul MHA na Advance Healthcare Management Institute. V červnu 2024 úspěšně absolvoval Harvard Medical School Executive Education v oboru Leading Digital Transformation in Healthcare.
Vybudoval společnost Eurocar, která se po roce 2000 stala druhým největším prodejcem automobilů v České republice. Rozhodující podíl ve společnosti prodal v roce 2008 společnosti WOOD & Company. Poté postupně finančně vstoupil do několika projektů v USA i v Evropě.
Od roku 2016 stojí společně se svou ženou Alenou Ingrid Pecina za vývojem telemedicínské platformy MEDDI a zaměřuje se na rozvoj telemedicíny a digitalizaci zdravotnictví v České republice a dalších zemí Evropy a Latinské Ameriky, která pokračuje rozšiřováním aktivit do Maďarska a dalších zemí střední a východní Evropy. Společnost MEDDI hub rovněž stojí za vývojem funkce BioScan, která umožňuje orientační dálkové měření fyziologického stavu pomocí aplikace MEDDI a čelní nebo hlavní kamery chytrého telefonu.   Společnost MEDDI hub a.s., ve které drží 100% podíl, nabízí telemedicínská řešení pro veřejnost, ale hlavně pro korporátní klientelu a zdravotnická zařízení. V roce 2020 se MEDDI stala partnerem a dodavatelem telemedicínského řešení pro Masarykův onkologický ústav v Brně. V roce 2021 započala expanzi na Slovensko a do zemí Latinské Ameriky.
Jiří Pecina je 1. místopředsedou Aliance pro telemedicínu, digitalizaci zdravotnictví a sociálních služeb. Zároveň je členem vědecké rady Vysoké školy ekonomiky a financí Sting a prezidentem pro oblast kybernetické bezpečnosti Mezinárodní organizace pro telemedicínu. Přednáší na konferencích zaměřených na digitalizaci zdravotnictví, telemedicínu a inovativní technologická řešení. Na Univerzitě Karlově je pak jedním z přednášejících na workshopech pro studenty 1. lékařské fakulty.
Je ženatý a má dvě děti.